# Santiago (Villanúa)
Santiago es un barrio de Villanúa (Huesca), situado a algo más de un kilómetro al sur del Casco Viejo.

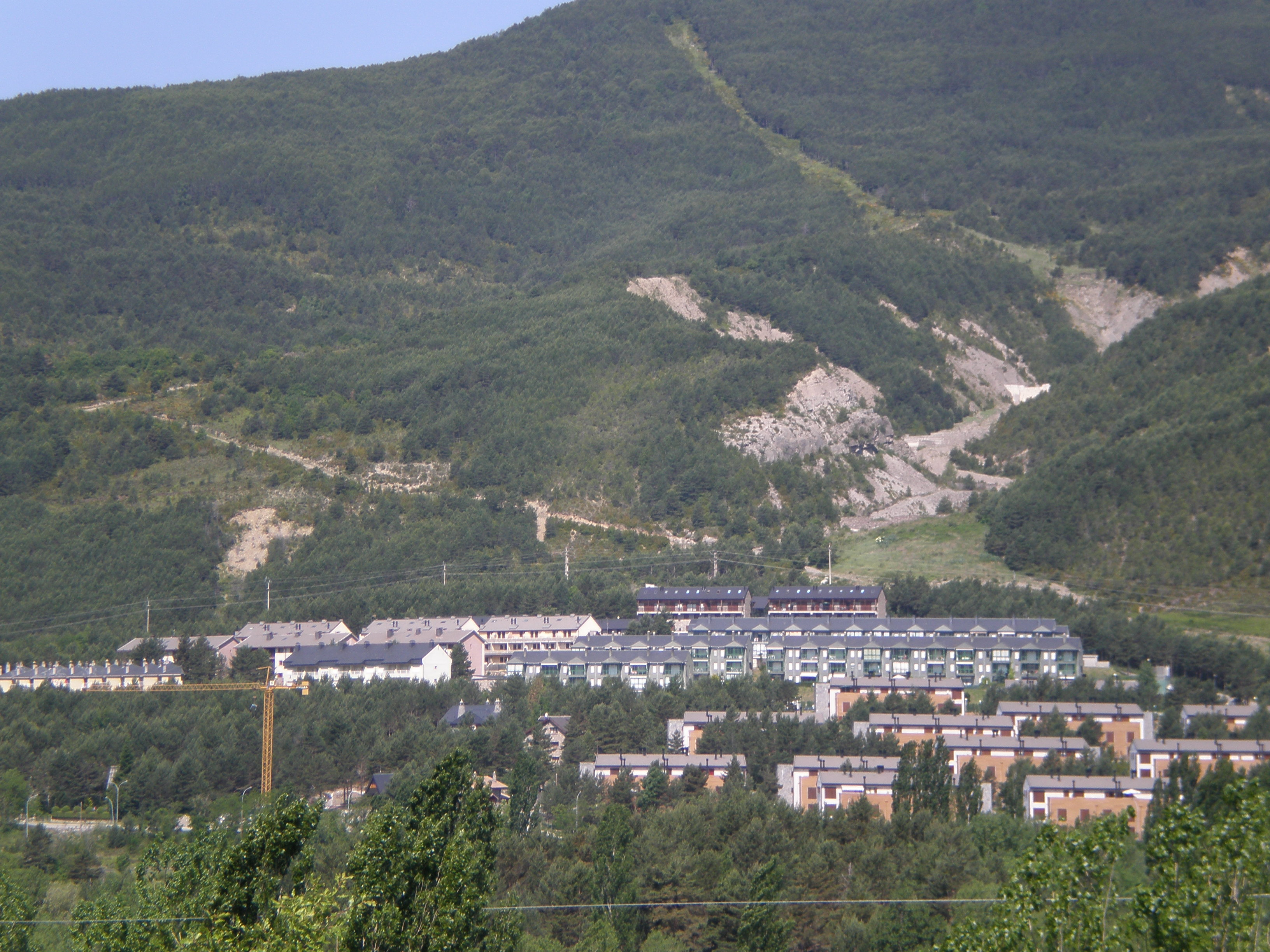
Barrio de Santiago.

## Historia
Fue una aldea que se encontraba en plena ruta jacobea y que se mantuvo habitada hasta el siglo XIV, cuando una fuerte crisis demográfica supuso su abandono, al igual que el de las aldeas vecinas de Izuel y Lierde. 
Era parte integrante de lo que en los ss. XI y XII se denominó Bardaruex, por su cercanía y vecindad geográfica con Aruej y los pueblos del entorno.
En los años 1970 y como consecuencia del turismo se construyó, en el mismo lugar, una urbanización que con los años se ha convertido en un barrio más de Villanúa, pero que carece de servicios y con escasa población estable.
No quedan prácticamente rastros de lo que fue la aldea original.